# Bifrenaria aureofulva
Bifrenaria aureofulva Lindl. (1843), es una especie de orquídea epifita originaria de Brasil.
Es la especie más común y también la más fácilmente reconocible por sus flores de color naranja de colores brillantes muy intensos, prácticamente sin manchas, excepto en las listas que de vez en cuando aparecen en los pétalos y los sépalos y las pequeñas manchas oscuras del centro del labio,  también por sus flores estrechas que apenas se abren.

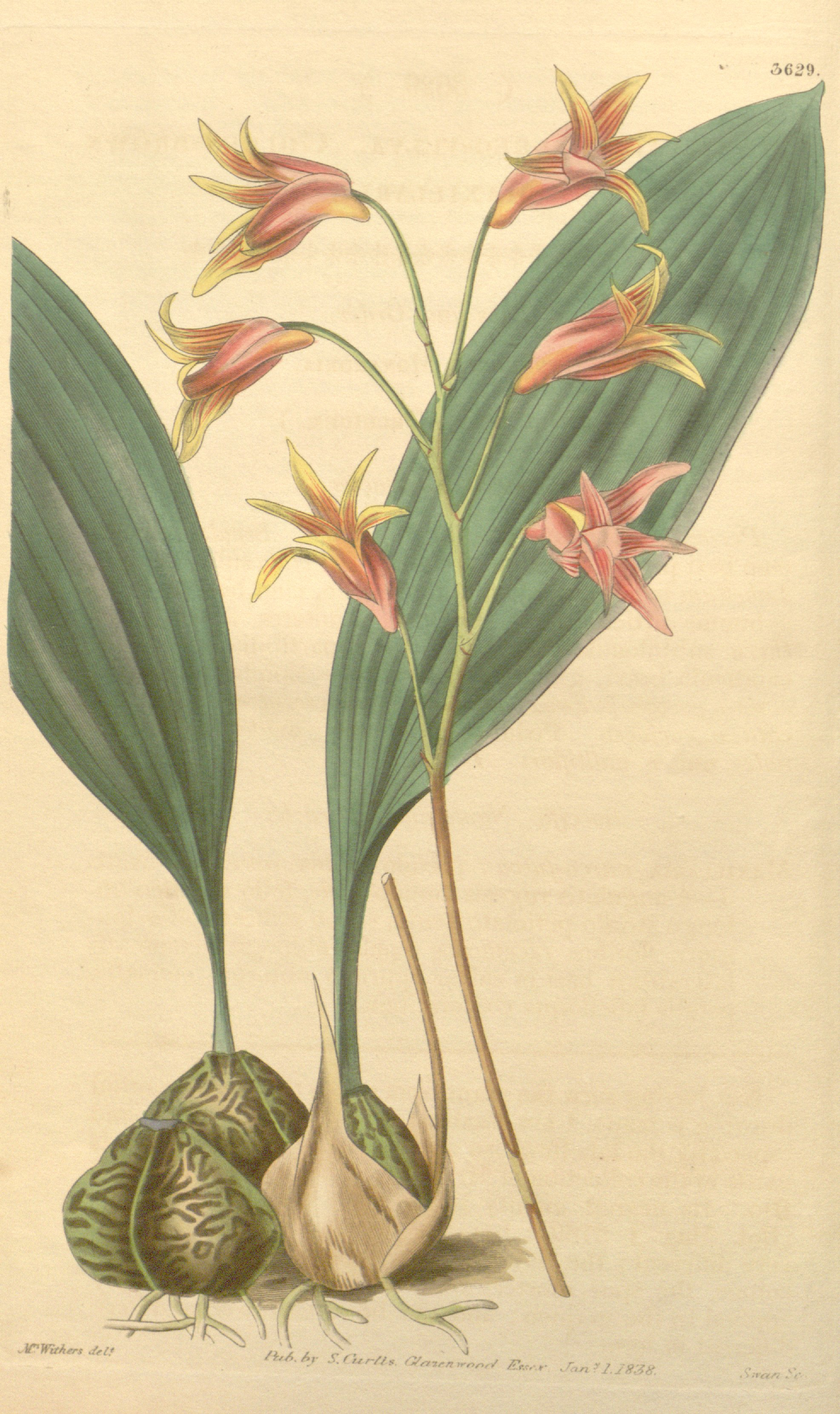
Ilustración

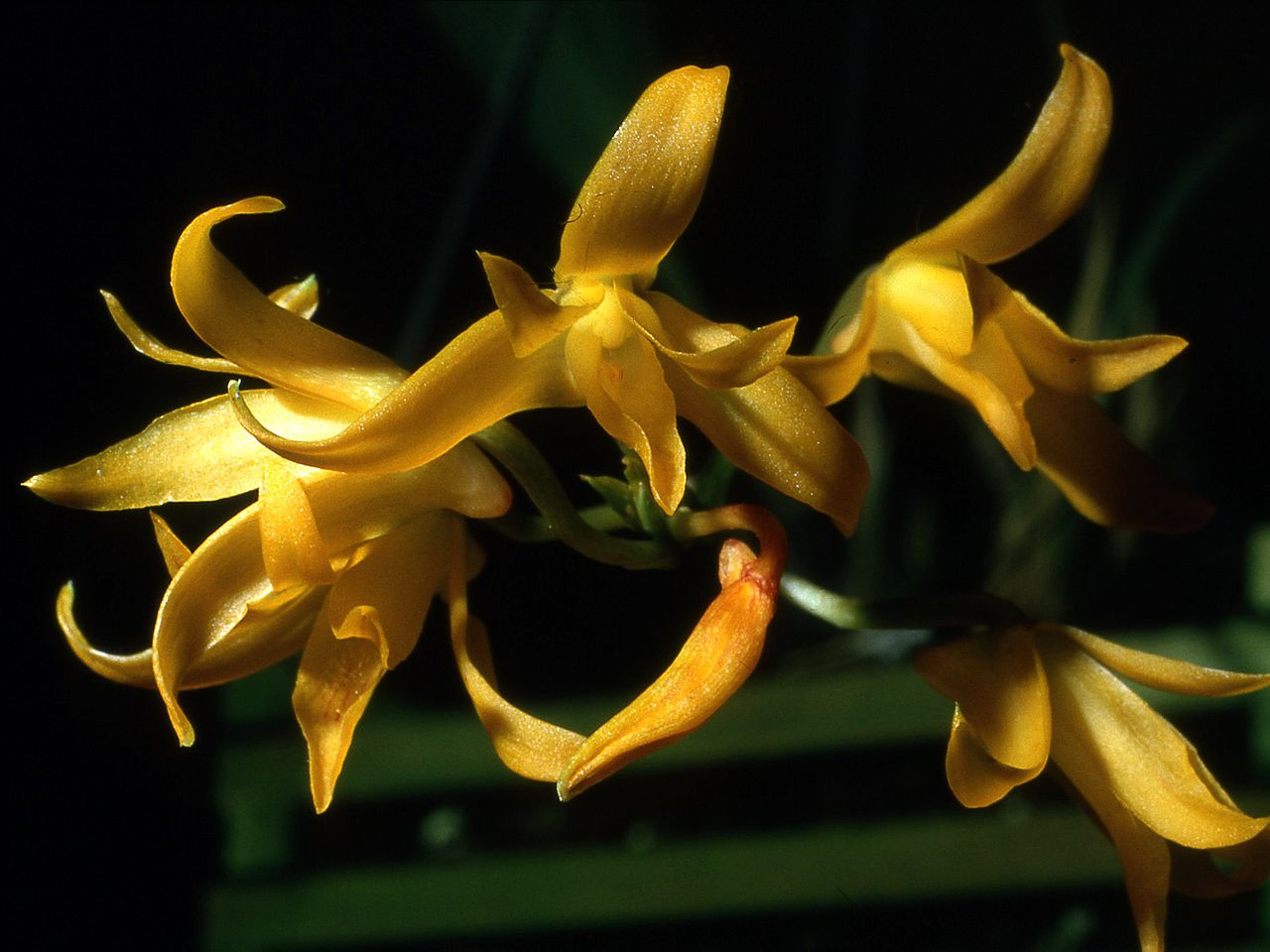
Detalle de las flores

## Características
Es una especie herbácea de pequeño tamaño, que prefiere el clima cálido. Es una orquídea epífita, con pseudobulbos cónicos que inicialmente están basalmente envueltos por vainas de hojas, más tarde desnudo,  tiene  una sola hoja , apical, coriácea, oblongo-lanceolada, acuminada  que florece en inflorescencia basal, erecta a pendular, de 12 a 30 cm de largo, con pocas a varias [3 a 15] flores fragantes de 2.5 cm de longitud. La floración se produce en el verano.

## Distribución y hábitat
Es nativa de la costa sur central de Brasil en Río Grande do Sul a Bahia y Minas Gerais donde se encuentra  en elevaciones de 200 a 1500 m s. n. m. en los bosques húmedos de montaña.

## Cultivo
Esta especie se puede montar en árbol con helechos, o en una maceta con un medio rápido de drenaje, prefiere temperaturas cálidas, con luz brillante y abundancia de agua, mientras que se deja seca y con un descanso en el invierno.

## Taxonomía
Bifrenaria aureofulva fue descrito por (Hook.) Lindl. y publicado en Edwards's Botanical Register 29: Misc. 52. 1843.
Etimología
Bifrenaria: nombre genérico que deriva de las palabras griegas: bi (dos); frenum freno o tira. Aludiendo a los dos tallos parecidos a tiras, estipes que unen los polinios y el viscídium. Esta característica las distingue del género Maxillaria.

aureofulva: epíteto latino que significa "amarillo oro".
Sinonimia
- Maxillaria aureofulva (Lindl.) Hook. (1838)
- Maxillaria stenopetala Knowles & Westc. (1838)
- Stenocoryne secunda Hoehne (1944)
- Bifrenaria secunda (Hoehne) Pabst (1967)
- Adipe aureofulva (Lindl.) M. Wolff (1990)
- Epidendrum secundum Vell. 1881;
- Stenocoryne aureofulva [Hooker] Kraenzl. 1896;[3][6][7]